# Bon Accord (Whiskybrennerei)
Bon Accord war eine Whiskybrennerei in Aberdeen, Schottland. Der erzeugte Brand war somit der Whiskyregion Highlands zuzuordnen. Neben Bon Accord gab es mit Devanha und Strathdee zwei weitere überregional bedeutende Whiskybrennereien in Aberdeen.

## Geschichte

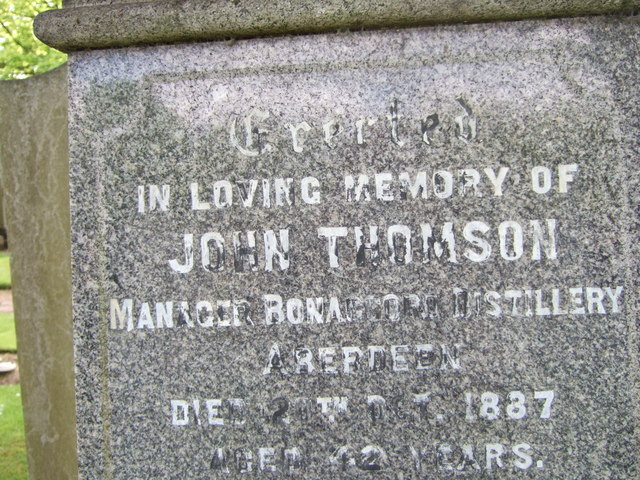
Grabstein des ehemaligen Brennereileiters

Die Brennerei wurde 1855 von Bon Accord Distillery Company aus einer seit 1785 produzierenden Bierbrauerei gegründet. Hierbei wurden viele Einrichtungen der nahegelegenen Brennerei Union Glen übernommen, die ihren Betrieb 1853 einstellte. In den folgenden Jahrzehnten entwickelte sich Bon Accord zu einem der größten Produzenten von Malt Whisky in Schottland. Im Laufe ihrer Geschichte überstand die Brennerei mehrere Brände, bis ein Großbrand im Jahre 1885 weite Teile der Gebäude zerstörte. Die Brennerei wurde daraufhin wiederaufgebaut. Von den Folgen dieses Brandes erholte sich das Unternehmen jedoch nie vollständig und wurde 1896 aufgelöst. Ein Zusammenschluss der Brennereien Dailuaine und Talisker übernahm die Brennerei und führte sie unter dem Namen North of Scotland weiter. Im Jahre 1910 entstand durch einen weiteren Großbrand hoher Sachschaden. Da die Brennerei nicht mehr ihren früheren Marktanteil erreichen konnte, wurde sie 1913 endgültig geschlossen.
Als Alfred Barnard im Rahmen seiner bedeutenden Whiskyreise im Jahre 1886 die Brennerei besuchte, verfügte sie über eine jährliche Produktionskapazität von mehr als 300.000 Gallonen. Es standen vier Brennblasen zur Verfügung: Zwei Grobbrandblasen (Wash Stills) mit Kapazitäten von jeweils 3600 Gallonen sowie zwei Feinbrandblasen (Spirit Stills) mit Kapazitäten von jeweils 2036 Gallonen.